# Ellis Ferreira
Ellis Ferreira (Pretoria, 19 februari 1970) is een voormalig Zuid-Afrikaans tennisspeler die tussen 1992 en 2003 in het internationale tenniscircuit actief was.
Als dubbelspeler was hij zeer succesvol met achttien toernooioverwinningen en de nummer 2 positie op de dubbelspelranking. Ferreira won in 2000 met Rick Leach de dubbelspeltitel op het Australian Open en in 2002 de ATP World Tour Finals.
Tevens won hij met Corina Morariu het gemengd dubbelspel op het Australian Open in 2001.
Ferreira speelde voor zijn profcarrière college-tennis voor de University of Alabama.
Tegenwoordig runt Ferreira in Longboat Key de Eagleton-Ferreira junior tennis academy samen met John Eagleton.

## Palmares

### Dubbelspel
| Nr.                                       | Datum            | Toernooi                        | Ondergrond    | Partner           | Tegenstanders in finale                   | Score                     |         |
| ----------------------------------------- | ---------------- | ------------------------------- | ------------- | ----------------- | ----------------------------------------- | ------------------------- | ------- |
| Gewonnen finales heren dubbel             |                  |                                 |               |                   |                                           |                           |         |
| 1.                                        | 22 oktober 1995  | ATP Wenen                       | Tapijt (i)    | Jan Siemerink     | Todd Woodbridge Mark Woodforde            | 6–4, 7–5                  | details |
| 2.                                        | 14 januari 1996  | ATP Sydney                      | Hardcourt     | Jan Siemerink     | Patrick McEnroe Sandon Stolle             | 5–7, 6–4, 6–1             | details |
| 3.                                        | 28 april 1996    | ATP Monte Carlo                 | Gravel        | Jan Siemerink     | Jonas Björkman Nicklas Kulti              | 2–6, 6–3, 6–2             | details |
| 4.                                        | 12 januari 1997  | ATP Auckland                    | Hardcourt     | Patrick Galbraith | Rick Leach Jonathan Stark                 | 6–4, 4–6, 7–6             | details |
| 5.                                        | 23 februari 1997 | ATP Memphis                     | Hardcourt (i) | Patrick Galbraith | Rick Leach Jonathan Stark                 | 6–3, 3–6, 6–1             | details |
| 6.                                        | 22 juni 1997     | ATP Nottingham                  | Gras          | Patrick Galbraith | Danny Sapsford Chris Wilkinson            | 4-6, 7-6(6), 7-6(4)       | details |
| 7.                                        | 12 oktober 1997  | ATP Wenen                       | Tapijt (i)    | Patrick Galbraith | Marc-Kevin Goellner David Prinosil        | 6–3, 6–4                  | details |
| 8.                                        | 19 oktober 1997  | ATP Lyon                        | Tapijt (i)    | Patrick Galbraith | Olivier Delaître Fabrice Santoro          | 3–6, 6–2, 6–4             | details |
| 9.                                        | 29 maart 1998    | ATP Miami                       | Hardcourt     | Rick Leach        | Alex O'Brien Jonathan Stark               | 6–2, 6-4                  | details |
| 10.                                       | 3 mei 1998       | ATP Atlanta                     | Gravel        | Brent Haygarth    | Alex O'Brien Richey Reneberg              | 6–3, 0–6, 6–2             | details |
| 11.                                       | 14 juni 1998     | ATP Halle                       | Gras          | Rick Leach        | John-Laffnie de Jager Marc-Kevin Goellner | 4-6, 6-4, 7-6(2)          | details |
| 12.                                       | 16 mei 1999      | ATP Rome                        | Gravel        | Rick Leach        | David Adams John-Laffnie de Jager         | 6-7, 6-1, 6-2             | details |
| 13.                                       | 16 januari 2000  | ATP Auckland                    | Hardcourt     | Rick Leach        | Olivier Delaître Jeff Tarango             | 7-5, 6-4                  | details |
| 14.                                       | 29 januari 2000  | Australian Open                 | Hardcourt     | Rick Leach        | Wayne Black Andrew Kratzmann              | 6-4, 3-6, 6-3, 3-6, 18-16 | details |
| 15.                                       | 16 april 2000    | ATP Atlanta                     | Gravel        | Rick Leach        | Justin Gimelstob Mark Knowles             | 6-3, 6-4                  | details |
| 16.                                       | 28 oktober 2001  | ATP Bazel                       | Tapijt (i)    | Rick Leach        | Mahesh Bhupathi Leander Paes              | 7–6(3), 6–4               | details |
| 17.                                       | 4 november 2001  | ATP Parijs                      | Tapijt (i)    | Rick Leach        | Mahesh Bhupathi Leander Paes              | 3–6, 6–4, 6–3             | details |
| 18.                                       | 3 februari 2002  | ATP World Doubles Challenge Cup | Hardcourt     | Rick Leach        | Petr Pála Pavel Vízner                    | 6-7(6), 7-6(2), 6-4, 6-4  | details |
| Verloren finales heren dubbel             |                  |                                 |               |                   |                                           |                           |         |
| 1.                                        | 3 april 1994     | ATP Sun City                    | Hard          | Grant Stafford    | Marius Barnard Brent Haygarth             | 3–6, 5–7                  | details |
| 2.                                        | 23 juli 1995     | Stuttgart Outdoor               | Gravel        | Jan Siemerink     | Tomás Carbonell Francisco Roig            | 6–3, 3–6, 4–6             | details |
| 3.                                        | 31 maart 1996    | ATP Key Biscayne                | Hardcourt     | Patrick Galbraith | Todd Woodbridge Mark Woodforde            | 1–6, 3–6                  | details |
| 4.                                        | 2 maart 1997     | ATP Philadelphia                | Hardcourt (i) | Patrick Galbraith | Sébastien Lareau Alex O'Brien             | 3–6, 3–6                  | details |
| 5.                                        | 9 november 1997  | ATP Stockholm                   | Hardcourt (i) | Patrick Galbraith | Marc-Kevin Goellner Richey Reneberg       | 3–6, 6–3, 6–7             | details |
| 6.                                        | 11 januari 1998  | ATP Adelaide                    | Hardcourt     | Rick Leach        | Joshua Eagle Andrew Florent               | 4-6, 7-6(3), 3-6          | details |
| 7.                                        | 22 februari 1998 | ATP Memphis                     | Hardcourt (i) | David Roditi      | Todd Woodbridge Mark Woodforde            | 3–6, 4–6                  | details |
| 8.                                        | 19 april 1998    | ATP Barcelona                   | Gravel        | Rick Leach        | Jacco Eltingh Paul Haarhuis               | 5-7, 0-6                  | details |
| 9.                                        | 17 mei 1998      | ATP Rome                        | Gravel        | Rick Leach        | Mahesh Bhupathi Leander Paes              | 4-6, 6-4, 6-7(5)          | details |
| 10.                                       | 9 augustus 1998  | ATP Toronto                     | Hardcourt     | Rick Leach        | Martin Damm Jim Grabb                     | 7-6(4), 2-6, 6-7(7)       | details |
| 11.                                       | 14 maart 1999    | ATP Indian Wells                | Hardcourt     | Rick Leach        | Wayne Black Sandon Stolle                 | 6-7(4), 3-6               | details |
| 12.                                       | 25 juni 2000     | ATP Nottingham                  | Gras          | Rick Leach        | Donald Johnson Piet Norval                | 6-1, 4-6, 3-6             | details |
| 13.                                       | 13 augustus 2000 | ATP Cincinnati                  | Hardcourt     | Rick Leach        | Todd Woodbridge Mark Woodforde            | 6-7(6), 4-6               | details |
| 14.                                       | 9 september 2000 | US Open                         | Hardcourt     | Rick Leach        | Lleyton Hewitt Maks Mirni                 | 4-6, 7-5, 6-7(5)          | details |
| 15.                                       | 22 October 2001  | ATP Stuttgart Indoor            | Hard (i)      | Jeff Tarango      | Maks Mirni Sandon Stolle                  | 6–7(0), 6–7(4)            | details |
| Gewonnen finales heren dubbel challengers |                  |                                 |               |                   |                                           |                           |         |
| 1.                                        | 15 november 1992 | Halifax                         | Hardcourt     | Richard Schmidt   | Mårten Renström Christian Ruud            | 4-6, 6-1, 6-4             |         |
| 2.                                        | 14 februari 1993 | Vancouver                       | Hardcourt (i) | Richard Schmidt   | Richard Matuszewski John Sullivan         | 7-5, 4-6, 6-3             |         |
| 3.                                        | 4 april 1993     | Acapulco                        | Gravel        | Richard Schmidt   | Javier Frana Juan Garat                   | 7-6, 6-4                  |         |
| 4.                                        | 31 oktober 1993  | Brest                           | Tapijt (i)    | Grant Stafford    | Mike Briggs Trevor Kronemann              | 2-6, 7-5, 7-5             |         |
| 5.                                        | 15 mei 1994      | Jeruzalem                       | Hardcourt     | Kevin Ullyett     | Filip Dewulf Dick Norman                  | 7-6, 6-3                  |         |

## Resultaten grandslamtoernooien
| Legenda | Legenda                          |
| ------- | -------------------------------- |
| g.t.    | geen toernooi gehouden           |
| l.c.    | lagere categorie                 |
| –       | niet deelgenomen                 |
| G       | uitgeschakeld in de groepsfase   |
| 1R      | uitgeschakeld in de eerste ronde |
| 2R      | uitgeschakeld in de tweede ronde |
| 3R      | uitgeschakeld in de derde ronde  |
| 4R      | uitgeschakeld in de vierde ronde |
| KF      | uitgeschakeld in de kwartfinale  |
| HF      | uitgeschakeld in de halve finale |
| F       | de finale verloren               |
| W       | het toernooi gewonnen            |
| w-v     | winst/verlies-balans             |

### Mannendubbelspel
| Toernooi              | 1994  | 1995  | 1996  | 1997  | 1998  | 1999  | 2000  | 2001  | 2002  | 2003 | Carrière winst-verlies |
| --------------------- | ----- | ----- | ----- | ----- | ----- | ----- | ----- | ----- | ----- | ---- | ---------------------- |
| Grandslamtoernooien   |       |       |       |       |       |       |       |       |       |      |                        |
| Australian Open       | 3R    | 1R    | 1R    | KF    | KF    | HF    | W     | 2R    | KF    | 2R   | 23-9                   |
| Roland Garros         | 2R    | 2R    | 1R    | 2R    | 1R    | KF    | 1R    | 3R    | 1R    | –    | 8-9                    |
| Wimbledon             | 2R    | 1R    | HF    | 3R    | KF    | 2R    | KF    | KF    | 2R    | –    | 18-9                   |
| US Open               | 2R    | 1R    | 2R    | 1R    | 1R    | 2R    | F     | KF    | 2R    | –    | 12-9                   |
| Winst-verlies         | 5-4   | 1-4   | 5-4   | 6-4   | 6-4   | 9-4   | 15-3  | 9-4   | 5-4   | 1-1  | 61-36                  |
| Tennis Masters Cup    |       |       |       |       |       |       |       |       |       |      |                        |
| ATP World Tour Finals | –     | –     | –     | RR    | RR    | RR    | HF    | W     | –     | –    | 9-9                    |
| ATP Masters 1000      |       |       |       |       |       |       |       |       |       |      |                        |
| Indian Wells          | –     | –     | KF    | 2R    | 2R    | F     | KF    | 1R    | 1R    | –    | 10-7                   |
| Miami                 | 1R    | –     | F     | 2R    | W     | 3R    | 3R    | KF    | 2R    | –    | 16-7                   |
| Monte Carlo           | –     | –     | W     | KF    | 2R    | 2R    | KF    | 1R    | 1R    | –    | 9-5                    |
| Stuttgart/Madrid      | –     | –     | 2R    | 2R    | 2R    | 2R    | KF    | F     | 2R    | –    | 6-7                    |
| Rome                  | –     | 2R    | HF    | 2R    | F     | W     | 2R    | KF    | –     | –    | 17-6                   |
| Montréal/Toronto      | KF    | –     | –     | 2R    | F     | HF    | KF    | KF    | KF    | –    | 16-7                   |
| Cincinnati            | KF    | KF    | HF    | KF    | 2R    | 2R    | F     | 2R    | 1R    | –    | 16-9                   |
| Hamburg               | –     | 1R    | 2R    | HF    | HF    | HF    | 1R    | KF    | –     | –    | 11-7                   |
| Parijs                | –     | –     | 2R    | HF    | 1R    | HF    | 2R    | W     | HF    | –    | 15-6                   |
| Olympische Spelen     |       |       |       |       |       |       |       |       |       |      |                        |
| Olympische Spelen     | g.t.  | g.t.  | KF    | g.t.  | g.t.  | g.t.  | –     | g.t.  | g.t.  | g.t. | 2-1                    |
| Statistieken          |       |       |       |       |       |       |       |       |       |      |                        |
| Totaal aantal titels  | 0     | 1     | 2     | 5     | 3     | 1     | 3     | 3     | 0     | 0    | 18                     |
| Totaal winst-verlies  | 24-18 | 16-24 | 49-27 | 54-23 | 53-24 | 39-23 | 45-20 | 41-19 | 17-17 | 2-3  | 341-201                |
| Eindejaarsranking     | 64    | 68    | 13    | 10    | 10    | 13    | 5     | 15    | 52    | 359  |                        |